# Casinaria eremica
Casinaria eremica là một loài tò vò trong họ Ichneumonidae.